# Mas Vitó
El Mas Vitó és un mas situat al municipi de Viladasens, a la comarca catalana del Gironès.